# Римокатоличка црква Светог Ивана Крститеља у Вашици
Римокатоличка црква Светог Ивана Крститеља у Вашици, насељеном месту на територији општине Шид, припада Сријемској бискупији Римокатоличке цркве.
Првобитна црква од дрвета постојала је 1755. године, да би зидана била подигнута 1889. године. Та црква је минирана и срушена 1995. године
Градња данашње католичке цркве отпочела је затим на истим темељима, а новосаграђену је цркву благословио на свечаној еухаристији, 24. јуна 2001. године, помоћни бискуп Ђаковачки и Сријемски, генерални викар за Сријем Ђуро Гашпаровић.